# Otitesella sesquianellata
Otitesella sesquianellata är en stekelart som beskrevs av Van Noort 1988. Otitesella sesquianellata ingår i släktet Otitesella och familjen fikonsteklar. Inga underarter finns listade i Catalogue of Life.